# Claudia Mandia
Claudia Mandia, född 21 oktober 1992, är en italiensk bågskytt. Hon deltog vid olympiska sommarspelen 2016.